# Kamikaze (album d'Eminem)
Pour les articles homonymes, voir Kamikaze (homonymie).
Albums de Eminem
Revival
(2017) Music to Be Murdered By
(2020)
Singles
1. Fall
Sortie : 14 septembre 2018
2. Venom
Sortie : 21 septembre 2018
3. Lucky You
Sortie : 30 novembre 2018
4. Good Guy
Sortie : décembre 2018

Kamikaze (stylisé en KAMIKAZƎ) est le dixième album studio du rappeur américain Eminem, sorti en 2018.
Il s'écoule à 434 000 exemplaires (dont 252 000 en CD) pour sa première semaine et est éligible à la certification or aux États-Unis en septembre 2018. Au total, l'album s'est vendu à plus d'un million d’exemplaires dans le monde.

## Historique
L'album est annoncé à la surprise générale par l'artiste sur Twitter : « J'ai essayé de ne pas trop réfléchir sur ce coup… Profitez.🖕 ». Dans la foulée, l'album est rendu disponible directement sur les plateformes de streaming musical, le 31 août 2018, sans aucune promotion. Ce 10e album studio est publié moins d'un an à peine après Revival, qui n'avait pas été très bien accueilli par la presse et certains fans,. Sur cet album, Eminem s'en prend à divers artistes. Dans la chanson The Ringer, Eminem envoie des piques à Lil Yachty et critique Lil Pump et Lil Xan qu'il juge comme des pâles copies de Lil Wayne. Sur Fall, le rappeur met en avant le manque de créativité de Tyler, The Creator.

## Singles
Le 4 septembre 2018, le clip de Fall est publié. Il est réalisé par James Larese, qui avait travaillé avec le rappeur pour les vidéos de Framed et Caterpillar (de Royce da 5'9"). La chanson sort en single le 14 septembre 2018.

## Critique
Sur l'agrégateur américain Metacritic, Kamikaze obtient une moyenne de 62⁄100 pour 16 critiques. Aja Romano du site Vox le voit comme l'un des meilleurs albums d'Eminem depuis des années et évoque un retour à son style « old school » après l'« écart » de Revival. Ed Power du Daily Telegraph compare lui aussi cet opus à Revival et le considère comme un bien meilleur album et une « riposte punchy ». Alexis Patridis de The Guardian donne la note de 3 sur 5 à Kamikaze et souligne les différences générationnelles entre Eminem et les stars actuelles du rap.
Dans Le Parisien, Emmanuel Marolle écrit notamment « Visiblement, le rappeur américain a très moyennement apprécié les critiques désastreuses de son calamiteux dernier album en date, Revival. [...] Avec Kamikaze, produit par son alter ego et son mentor Dr. Dre, Eminem n’atteint pas ces sommets, mais montre qu’il en a encore sous le pied, dès The Ringer, superbe entrée en matière sobre, sèche, où le flow précis, rapide du rappeur donne déjà le vertige. “Le plus grand au monde, je le suis probablement”, balance l’artiste dans Greatest, ego trip où il met les choses au point avec la concurrence ».
Jonny Coleman de The Hollywood Reporter publie une critique très négative de l'album, qu'il décrit comme un « epic fail » (« échec épique »). La critique de Mikelle Street pour Billboard qui reproche notamment à Eminem d'utiliser encore des injures homophobes
.
Dans sa critique pour Les Inrockuptibles, Osain Vichi écrit notamment « Eminem essaie tant bien que mal de retrouver la virtuosité qui lui avait valu les nombreuses louanges de la sphère hip-hop et de la pop au début des années 2000. [...] Aujourd’hui, le rap god ne semble plus qu’être l’ombre de lui-même et ce dixième album en est malheureusement une nouvelle fois la preuve ».

## Pochette

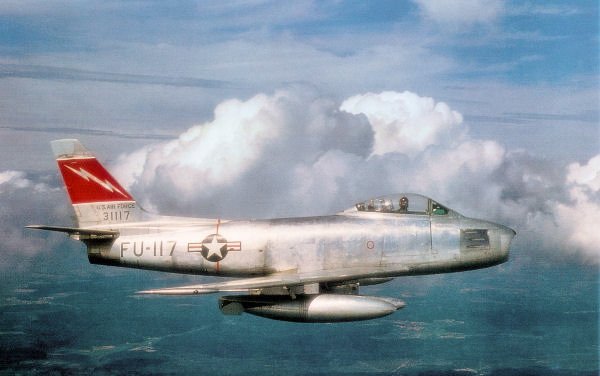
Un F-86A, semblable à celui présent sur la pochette de l'album

La pochette du disque représente la queue de l'avion de chasse North American F-86 Sabre dont le réacteur crache des flammes. Sur la face arrière de la pochette, on découvre l'avant de l'avion : dans le cockpit le pilote kamikaze affiche un doigt d'honneur pendant que le nez de l'appareil s'embrase, conséquence probable d'un choc en cours avec un bâtiment, puisqu'on remarque des éclats de béton qui jaillissent.
Ces images puisent leur inspiration dans celles de l'album Licensed to Ill des Beastie Boys sorti en 1986. Si la pochette avant présente de nombreuses ressemblances (queue d'avion taguée et décorée), la face arrière montre le fuselage fumant d'un avion de ligne déformé par l'impact avec une montagne, sans doute quelques instants après le choc. De plus, lorsque l'on plaçait la pochette de Licensed to Ill devant un miroir, l'inscription 3MTA3 de l’aileron devient « EAT ME » (« mange moi ») alors que sur celle d'Eminem on peut lire TIKCU5 qui en effet miroir donne « SUCK IT » (« suce ça »).

## Liste des titres
N.B. : crédits adaptés de Tidal et Aniki
| 1.    | The Ringer                          | - Marshall Mathers - Ronald Spence Jr. - Luis Resto - Ray Fraser - Katorah Marrero - Matthew Jacobson                                         | - Ronny J - Illadaproducer - Eminem                   | 5:37 |
| 2.    | Greatest                            | - Mathers - Jeremy Miller - Kendrick Lamar - Asheton Hogan - Michael Williams - Anthony Tiffith - Jordan Jenks - Symere Woods - Jordan Carter | - Mike Will Made It - Jeremy Miller                   | 3:46 |
| 3.    | Lucky You (featuring Joyner Lucas)  | - Mathers - Matthew Samuels - Jahaan Sweet - Gary Lucas - Fraser                                                                              | - Boi-1da - Jahaan Sweet - Illadaproducer - Eminem    | 4:06 |
| 4.    | Paul (skit) (feat. Paul Rosenberg)  | Paul Rosenberg | Eminem                                                | 0:35 |
| 5.    | Normal                              | - Mathers - Fraser - Larry Griffin, Jr. - Maurice Nichols - R. Sheldon - Yukimi Nagano - Fredrik Wallin - Håkan Wirenstrand - Erik Bodin      | - Illadaproducer - S1 - Lonestarrmuzik - Swish Allnet | 3:42 |
| 6.    | Em Calls Paul (skit)                | Mathers | Eminem                                                |      |
| 7.    | Stepping Stone                      | - Mathers - L. Resto - Mario Resto | - L. Resto - Eminem                                   | 5:09 |
| 8.    | Not Alike (featuring Royce da 5'9") | - Mathers - Spence, Jr. - Brytavious Chambers - Ryan Montgomery                                                                               | - Tay Keith - Ronny J - Eminem                        | 4:48 |
| 9.    | Kamikaze                            | - Mathers - Tim Suby - James Smith - Dwayne Simon - Bobby Ervin                                                                               | - Suby - Eminem                                       | 3:36 |
| 10.   | Fall                                | - Mathers - Williams - L. Resto - BJ Burton - Justin Vernon                                                                                   | - Mike Will Made It - Eminem                          | 4:22 |
| 11.   | Nice Guy (featuring Jessie Reyez)   | - Mathers - Jessie Reyez - L. Resto - Fred Ball - Griffin, Jr.                                                                                | - S1 - Ball - Eminem                                  | 2:30 |
| 12.   | Good Guy (featuring Jessie Reyez)   | - Mathers - Reyez - Fraser - Norio Aono - Yutaka Yamada - Lisa Gomamoto                                                                       | - Illadaproducer - Eminem                             | 2:22 |
| 13.   | Venom (chanson pour le film Venom)  | - Mathers - L. Resto | - L. Resto - Eminem                                   | 4:29 |
| 45:49 |                                     | |                                                       |      |

Notes
- Fall contiennent des voix additionnelles de Justin Vernon[21],[22]

## Samples
- The Ringer contient une interpolation de Ooouuu de Young M.A.
- Greatest contient une interpolation de Humble de Kendrick Lamar[22] et de Woke Up Like This de Lil Uzi Vert & Playboi Carti.
- Normal contient un sample de Seconds de Little Dragon.
- Kamikaze contient un sample de I'm Bad de LL Cool J.
- Good Guy contient un sample de Glassy Sky de Donna Burke (tiré de Tokyo Ghoul)[23].
- Not Alike contient un sample de Look Alive de BlocBoy JB et Drake.

## Crédits
- Eminem : rap/chant, réalisateur artistique, compositeur, producteur exécutif, mixage
- Joyner Lucas : chant sur Lucky You
- Jessie Reyez : chant sur Nice Guy et Good Guy
- Paul Rosenberg : voix sur Paul
- Royce da 5'9" : rap sur Not Alike
- Justin Vernon : chant sur Fall[22]
- Swish Allnet : producteur de Normal
- Fred Ball : producteur de Nice Guy
- Boi-1da : producteur de Lucky You
- Cubeatz : producteur de Not Alike
- Dr. Dre : producteur exécutif
- Illa Da Producer : producteur de The Ringer, Lucky You, Normal et Good Guy
- Tay Keith : producteur de Not Alike
- LoneStarr Muzik : producteur de Normal
- Mike Will Made It : producteur de Greatest et Fall
- Backpack : producteur de Greatest
- Luke Wild : producteur de Greatest
- Luis Resto : producteur de Stepping Stone et Venom
- Ronny J : production on "The Ringer" and "Not Alike"
- S1 : producteur de Normal et Nice Guy
- Jahaan Sweet : producteur de Lucky You
- Tim Suby : producteur de Kamikaze
- Gianni Giuliani : producteur de Not Alike

## Classements hebdomadaires
| Classement (2018)                   | Meilleure place |
| ----------------------------------- | --------------- |
| Allemagne (Media Control AG)        | 2               |
| Australie (ARIA)                    | 1               |
| Autriche (Ö3 Austria Top 40)        | 1               |
| Belgique (Flandre Ultratop)         | 1               |
| Belgique (Wallonie Ultratop)        | 3               |
| Canada (Canadian Album)             | 1               |
| Danemark (Tracklisten)              | 1               |
| Écosse (OCC)                        | 1               |
| Espagne (Promusicae)                | 12              |
| États-Unis (Billboard 200)          | 1               |
| États-Unis (Top Rap Albums)         | 1               |
| États-Unis (Top R&B/Hip-Hop Albums) | 1               |
| Finlande (Suomen virallinen lista)  | 1               |
| France (SNEP)                       | 3               |
| Hongrie (Mahasz)                    | 8               |
| Irlande (IRMA)                      | 1               |
| Italie (FIMI)                       | 1               |
| Norvège (VG-lista)                  | 1               |
| Nouvelle-Zélande (RIANZ)            | 1               |
| Pays-Bas (Mega Album Top 100)       | 1               |
| Portugal (AFP)                      | 4               |
| Royaume-Uni (UK Albums Chart)       | 1               |
| Royaume-Uni (R&B Albums)            | 1               |
| Suède (Sverigetopplistan)           | 1               |
| Suisse (Schweizer Hitparade)        | 1               |

## Certifications
| Pays                    | Certification | Unités certifiées |
| ----------------------- | ------------- | ----------------- |
| Australie (ARIA)        | Platine       | 70 000            |
| Danemark (IFPI)         | Platine       | 20 000            |
| États-Unis (RIAA)       | Platine       | 1 000 000         |
| France (SNEP)           | Platine       | 100 000           |
| Italie (FIMI)           | Or            | 25 000            |
| Norvège (IFPI)          | Or            | 10 000            |
| Nouvelle-Zélande (RMNZ) | Platine       | 15 000            |
| Royaume-Uni (BPI)       | Platine       | 300 000           |

## Historique de sortie
| Région/pays | Date              | Formats                        | Labels                           |
| ----------- | ----------------- | ------------------------------ | -------------------------------- |
| Mondial     | 31 août 2018      | - téléchargement - streaming   | - Aftermath - Interscope - Shady |
| Mondial     | 14 septembre 2018 | CD                             | - Aftermath - Interscope - Shady |
| Mondial     | À venir           | vinyle « camouflage rouge »    | - Aftermath - Interscope - Shady |
| Mondial     | À venir           | cassette rouge édition limitée | - Aftermath - Interscope - Shady |
| France      | 14 septembre 2018 | CD                             | - Aftermath - Interscope - Shady |